# Ленинское (Хорольский район)
В Михайловском районе Приморья тоже есть село Ленинское
Ле́нинское  — село в Хорольском районе Приморского края России. Входит в состав Хорольского сельского поселения.

## История
Село образовано в 1929 году 12 демобилизованными красноармейцами из третьего полка связи Украинского военного округа, которые после окончания службы решили поехать в Приморье. Они образовали коммуну, дав ей название своего полка. В 1930 году в коммуну прибыли демобилизованные красноармейцы из Харькова, а также родственники первых коммунаров. В этом же году десять жителей села были отправлены в город Никольск-Уссурийский на курсы трактористов, а весной 1931 года коммуна получила не только механизаторов, но и десять новеньких тракторов. В настоящее время село является отделением совхоза «Хорольский».

## Население
| 2002 | 2008 | 2010 |
| ---- | ---- | ---- |
| 584  | ↘530 | ↘507 |

## Улицы
| - Баневура ул. - Гагарина ул. - Ленинская ул. - Мирошниченко ул. | - Молодёжная ул. - Центральная ул. - Чапаева ул. - Школьная ул. |

## Инфраструктура
В селе находятся молочная ферма, свиноферма, фельдшерско-акушерский пункт, библиотека, клуб, школа, почтовое отделение, 3 магазина.